# Sansi jezici
Sansi jezici, malena podskupina hindustanskih jezika koji se govore u Indiji i Pakistanu. 
Obuhvaća svega dva jezika kojima govori manje od 80.000 ljudi. Predstavnici su sansi [ssi] i kabutra [kbu]. Većinu govornika čine pripadnici plemena Sansi od kojih se znatan dio iselio u Pakistan gdje ga govori 16.200  (2000), i 60.000 u Indiji.

## Vanjske poveznice
- Ethnologue (14th)
- Ethnologue (15th)